# Plémet
Plémet ([plemɛ] ; dénommée Les Moulins jusqu'au 31 décembre 2017) est une commune nouvelle française située dans le département des Côtes-d'Armor, en région Bretagne.
Elle est née le 1er janvier 2016 de la fusion des deux communes de Plémet et La Ferrière.
| La Motte La Prénessaye | Le Mené  | Laurenan  |
| Saint-Barnabé          | Plémet   | Gomené    |
| La Chèze               | Plumieux | Coëtlogon |

## Géographie
La N 164, axe central breton, future voie express passe au sud de Plémet.

### Relief

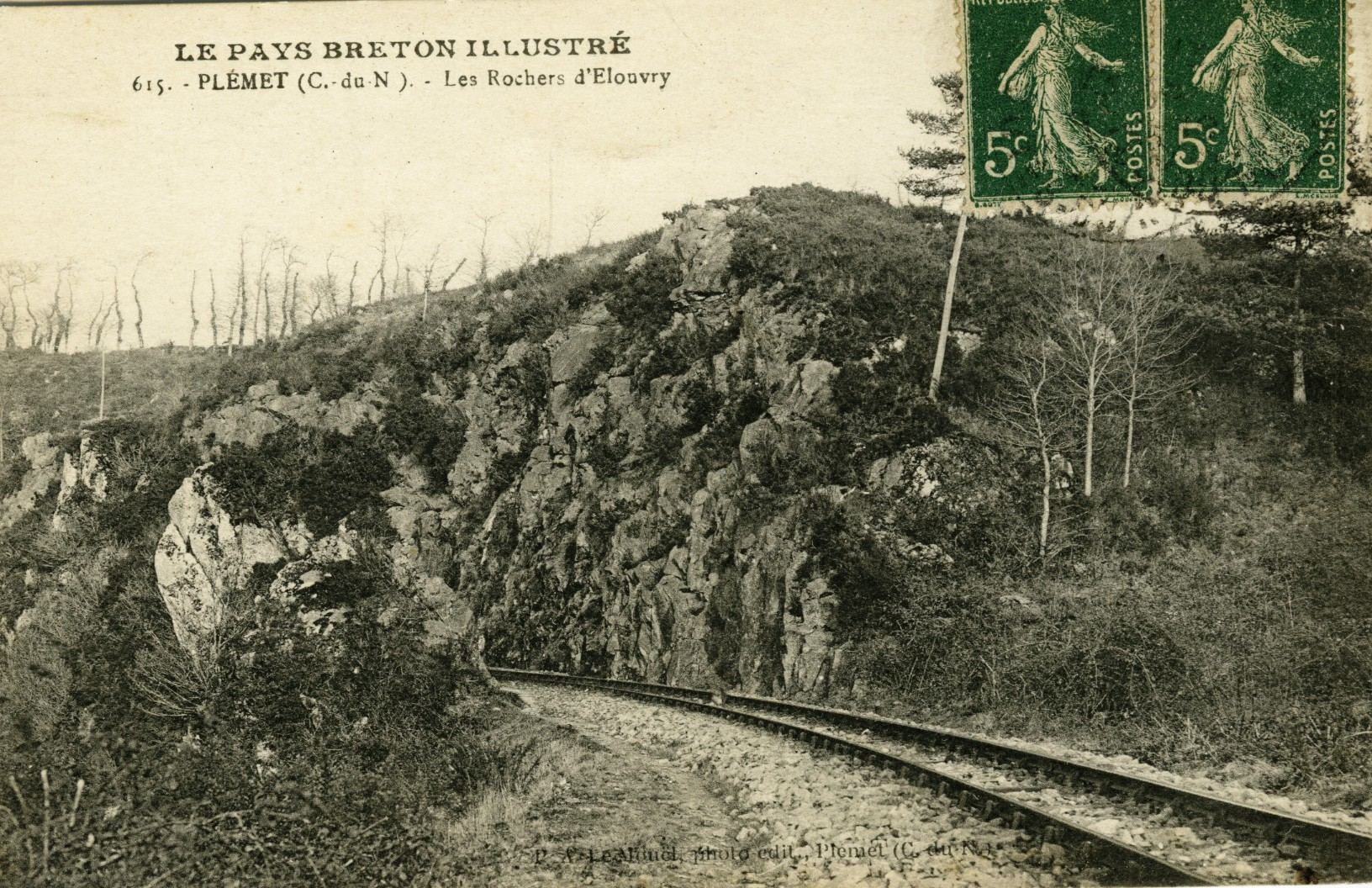
Les rochers d'Elouvry et l'ancienne voie ferrée du Réseau breton (carte postale).

### Hydrographie
Pour un article plus général, voir Réseau hydrographique des Côtes-d'Armor.
La commune est située dans le bassin Loire-Bretagne. Elle est drainée par le Lié, le Ninian et un autre petit cours d'eau,.
Le Lié, d'une longueur de 61 km, prend sa source dans la commune de Plœuc-L'Hermitage et se jette  dans l'Oust à Forges de Lanouée, après avoir traversé 15 communes.  Les caractéristiques hydrologiques du Lié sont données par la station hydrologique située sur la commune de La Prénessaye. Le débit moyen mensuel est de 3,48 m3/s. Le débit moyen journalier maximum est de 52,3 m3/s, atteint lors de la crue du 5 janvier 2001. Le débit instantané maximal est quant à lui de 76,4 m3/s, atteint le 12 février 1988.

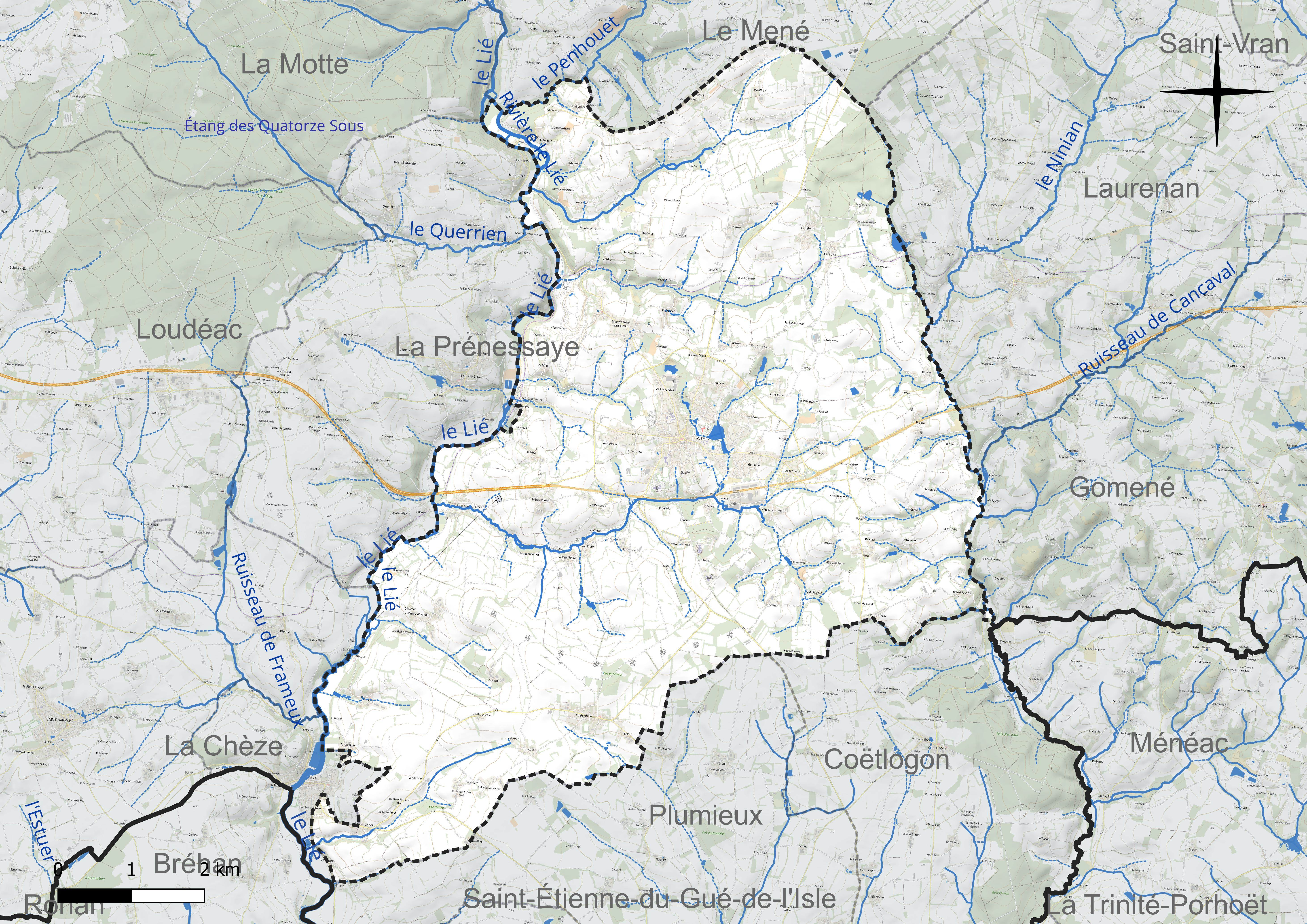
Réseau hydrographique de Les Moulins.

Le Ninian, d'une longueur de 60 km, prend sa source dans la commune de Laurenan et se jette  dans le canal de Nantes à Brest à Val d'Oust, après avoir traversé 16 communes. 
Le Penhouet, d'une longueur de 11 km, prend sa source dans la commune du Mené et se jette  dans le Lié sur la commune. 

### Climat
Pour des articles plus généraux, voir Climat de la Bretagne et Climat des Côtes-d'Armor.
En 2010, le climat de la commune est de type climat océanique franc, selon une étude du Centre national de la recherche scientifique s'appuyant sur une série de données couvrant la période 1971-2000. En 2020, Météo-France publie une typologie des climats de la France métropolitaine dans laquelle la commune est exposée à un climat océanique et est dans la région climatique Finistère nord, caractérisée par une pluviométrie élevée, des températures douces en hiver (6 °C), fraîches en été et des vents forts. Parallèlement l'observatoire de l'environnement en Bretagne publie en 2020 un zonage climatique de la région Bretagne, s'appuyant sur des données de Météo-France de 2009. La commune est, selon ce zonage, dans la zone « Intérieur Est », avec des hivers frais, des étés chauds et des pluies modérées).
Pour la période 1971-2000, la température annuelle moyenne est de 11 °C, avec une amplitude thermique annuelle de 12 °C. Le cumul annuel moyen de précipitations est de 842 mm, avec 13,2 jours de précipitations en janvier et 6,8 jours en juillet. Pour la période 1991-2020, la température moyenne annuelle observée sur la station météorologique la plus proche, située sur la commune de Loudéac à 12 km à vol d'oiseau, est de 11,5 °C et le cumul annuel moyen de précipitations est de 922,6 mm,. Pour l'avenir, les paramètres climatiques de la commune estimés pour 2050 selon différents scénarios d'émission de gaz à effet de serre sont consultables sur un site dédié publié par Météo-France en novembre 2022.

## Urbanisme

### Typologie
Au 1er janvier 2024, Plémet est catégorisée commune rurale à habitat dispersé, selon la nouvelle grille communale de densité à 7 niveaux définie par l'Insee en 2022.
Elle appartient à l'unité urbaine de Plémet, une unité urbaine monocommunale constituant une ville isolée,. Par ailleurs la commune fait partie de l'aire d'attraction de Loudéac, dont elle est une commune de la couronne,. Cette aire, qui regroupe 22 communes, est catégorisée dans les aires de moins de 50 000 habitants,.

## Toponymie
Plémet tire son nom de saint Démet, d'origine galloise et ayant vécu dans la région de Brest.
Le nom de la commune est Pllémë en gallo, Plezeved en breton.

## Histoire

### Temps modernes
Les Forges du Vaublanc furent créées par François de Farcy en 1671. Elles se développèrent grâce à la proximité de mines de fer, aux domaines forestiers et à l'énergie du Lié. En 1770, les forges produisaient 500 tonnes de fonte et 800 de fer.

### XXesiècle

#### Belle Époque

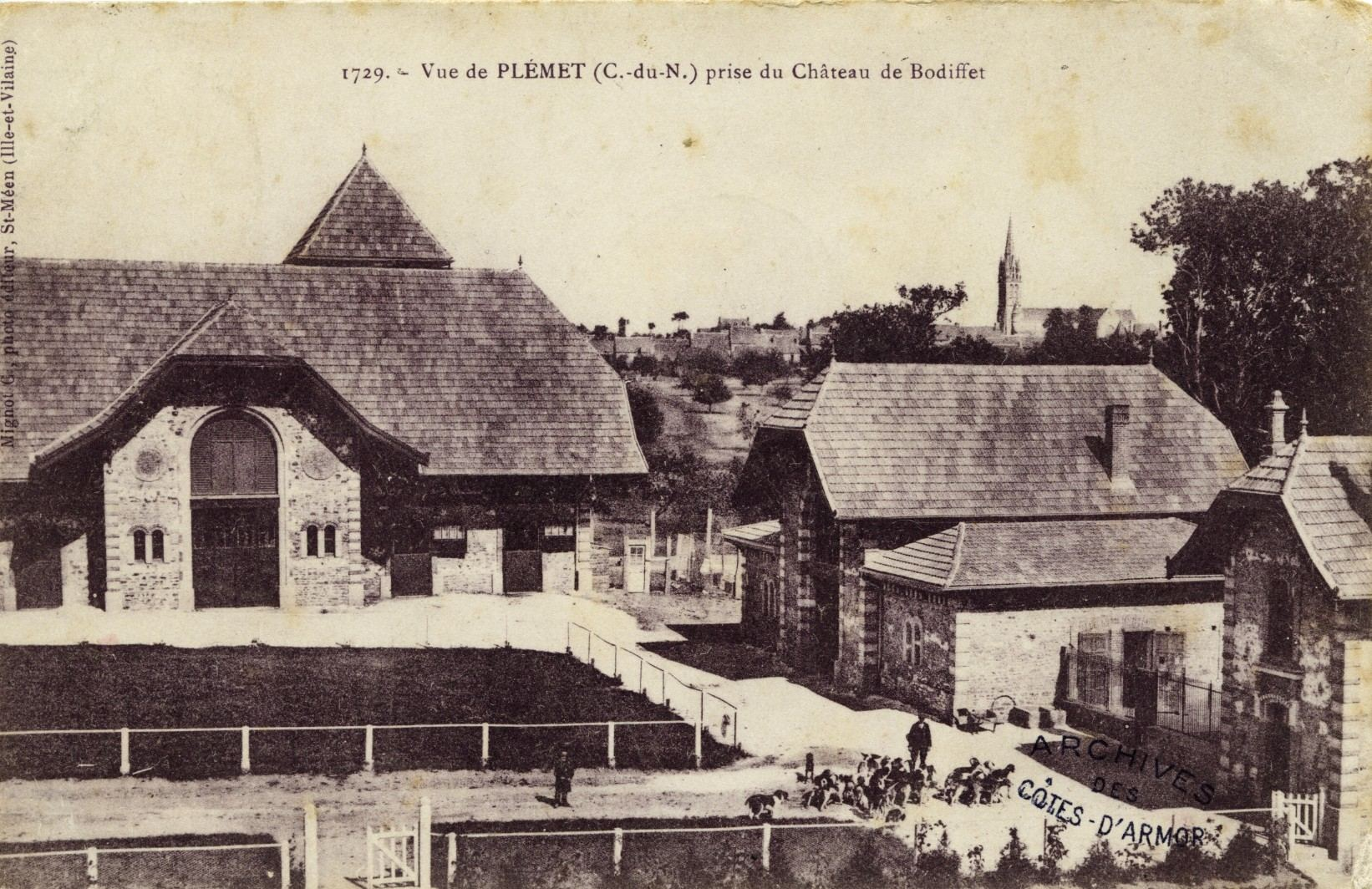
Plémet au début du XXe siècle vu du château de Bodiffet (carte postale).

#### Guerres duXXesiècle
Le monument aux morts porte les noms de 204 soldats morts pour la Patrie :
- 163 sont morts durant la Première Guerre mondiale ;
- 40 sont morts durant la Seconde Guerre mondiale ;
- 1 est mort durant la guerre d'Algérie.

#### Conflit social des Kaolins de Plémet
Le kaolin est exploité à Plémet depuis 1891, le premier exploitant étant Henri Morane. En 1910, la « Société des kaolins de Bretagne » devient propriétaire des sites d'extraction et de production. Vers 1960 l'entreprise est le premier producteur européen de fibre céramique.

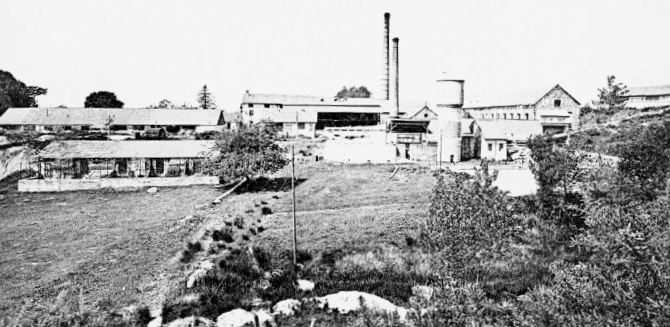
L'usine des « Kaolins de Bretagne » à Plémet vers 1950 (Musée de Bretagne).

La « SA des Kaolins », spécialisée dans la fabrication de produits réfractaires, filiale de la « Société générale des produits réfractaires », employait 140 salariés à Plémet, payés « un salaire de misère » malgré des conditions de travail difficile (chaleur, bruit, travail parfois de nuit), mais c'était la seule usine à des kilomètres à la ronde.
Une grève qui dura 3 semaines en 1962 fut un échec. Mais le succès de la grève du Joint Français incita les salariés à voter une grève illimitée en 1972. Après 7 semaines de grève, sous la pression du gouvernement, des négociations s'ouvrent à Saint-Brieuc, mais il faudra encore deux semaines supplémentaires de grève pour que la direction parisienne accepte la plupart des revendications des grévistes ; le travail reprit le 24 novembre 1972.
Jean Le Faucheur. Devenu  permanent syndical de la CFDT, il joua un rôle important dans ce conflit et dans ceux du Joint Français et de Big Dutchman à Saint-Carreuc.
Un film illustrant ce mouvement social, intitulé Nous irons jusqu'au bout, est disponible à la Cinémathèque de Bretagne.
En 1975, l'entreprise employait encore cent soixante cinq salariés, contre une quarantaine en 2003.
L'entreprise a finalement fermé en 2015. « C'est un moment qui est extrêmement triste pour les salariés et leurs familles, et pour Plémet parce que c'est 100 ans d’histoire industrielle qui s'arrêtent » a déclaré le maire Romain Boutron.

### XXIesiècle

#### Fusion des communes de Plémet et La Ferrière en 2016
Afin de sauvegarder le montant des dotations d’État, favoriser le maintien des équipements tels que Poste et gendarmerie, permettre une mutualisation des services, Romain Boutron, maire de Plémet, a proposé en 2015 de fusionner sa commune avec celle de La Ferrière, ainsi que d'autres collectivités qui viendraient à le souhaiter. La fusion est demandée par les deux conseils municipaux.
La création de la nouvelle commune le 1er janvier 2016 (elle prit temporairement le nom "Les Moulins" jusqu'en 2017, avant de reprendre le nom "Plémet"), a entraîné la transformation des deux anciennes communes en « communes déléguées » dont la création a été entérinée par arrêté du 9 décembre 2015
Le conseil municipal du 10 mars 2016 a souhaité toutefois reprendre le nom de Plémet, Le retour au nom de Plémet intervient le 25 décembre 2017,.

## Politique et administration

### Rattachements administratifs et électoraux
La commune nouvelle se trouve dans l'arrondissement de Saint-Brieuc du département des Côtes-d'Armor.
Elle est rattachée au canton de Loudéac.

### Intercommunalité
La commune nouvelle était membre, à sa création, de la communauté intercommunale pour le développement de la région et des agglomérations de Loudéac (CIDERAL).
Celle-ci fusionne avec des intercommunalités peu peuplées, pour former, le 1er janvier 2017, la communauté de communes dénommée Loudéac Communauté − Bretagne Centre.

### Politique locale
Jusqu'aux prochaines élections municipales de 2020, le conseil municipal de la nouvelle commune est constitué de l'ensemble des conseillers municipaux des anciennes communes. Les anciens maires des deux communes deviennent maires délégués de chacune des anciennes communes.

### Liste des maires
| Période       | Période                    | Identité       | Étiquette | Qualité |
| ------------- | -------------------------- | -------------- | --------- | --- |
| janvier 2016  | novembre 2020              | Romain Boutron | LR        | Dirigeant de société Conseiller départemental de Loudéac (2015 → ) Vice-président (2015 → 2020) puis président du conseil départemental des Côtes-d'Armor (2020 → 2021) Vice-président de Loudéac Communauté ( → 2021) Ancien maire de Plémet (2014 → 2015) Démissionnaire |
| novembre 2020 | En cours (au 18 mars 2021) | Chantal Névo   |           | Comptable retraitée Vice-présidente de Loudéac Communauté (2021 → ) |

### Liste des communes déléguées
La commune nouvelle a été constituée par la réunion des communes suivantes, qui sont devenues des communes déléguées :
| Nom                               | Code Insee | Intercommunalité | Superficie (km2) | Population (dernière pop. légale) | Densité (hab./km2) |
| --------------------------------- | ---------- | ---------------- | ---------------- | --------------------------------- | ------------------ |
| Plémet (commune déléguée) (siège) | 22183      | CC Cideral       | 41,00            | 3 212 (2013)                      | 78                 |
| La Ferrière                       | 22058      | CC Cideral       | 15,64            | 458 (2013)                        | 29                 |

## Démographie
L'évolution du nombre d'habitants est connue à travers les recensements de la population effectués dans la commune depuis sa création.

En 2022, la commune comptait 3 751 habitants, en évolution de +3,93 % par rapport à 2016 (Côtes-d'Armor : +1,78 %, France hors Mayotte : +2,11 %).
| 2014  | 2019  | 2022  |
| ----- | ----- | ----- |
| 3 649 | 3 697 | 3 751 |

## Culture locale et patrimoine

### Lieux et monuments
- l'abbaye Notre-Dame de Lanthénac ;
- l'église Saint-Pierre-et-Saint-Paul ;
- l'église Notre-Dame de La Ferrière ;
- la chapelle Saint-Lubin
- le vitrail de la Crucifixion classé monument historique au titre d'objet le 30 décembre 1926[31] ;
- la croix de chemin à la Fourchette ;
- la croix de chemin de La Pierre Longue ;
- la croix du XVIIIe siècle ;
- la place du Général-de-Gaulle.

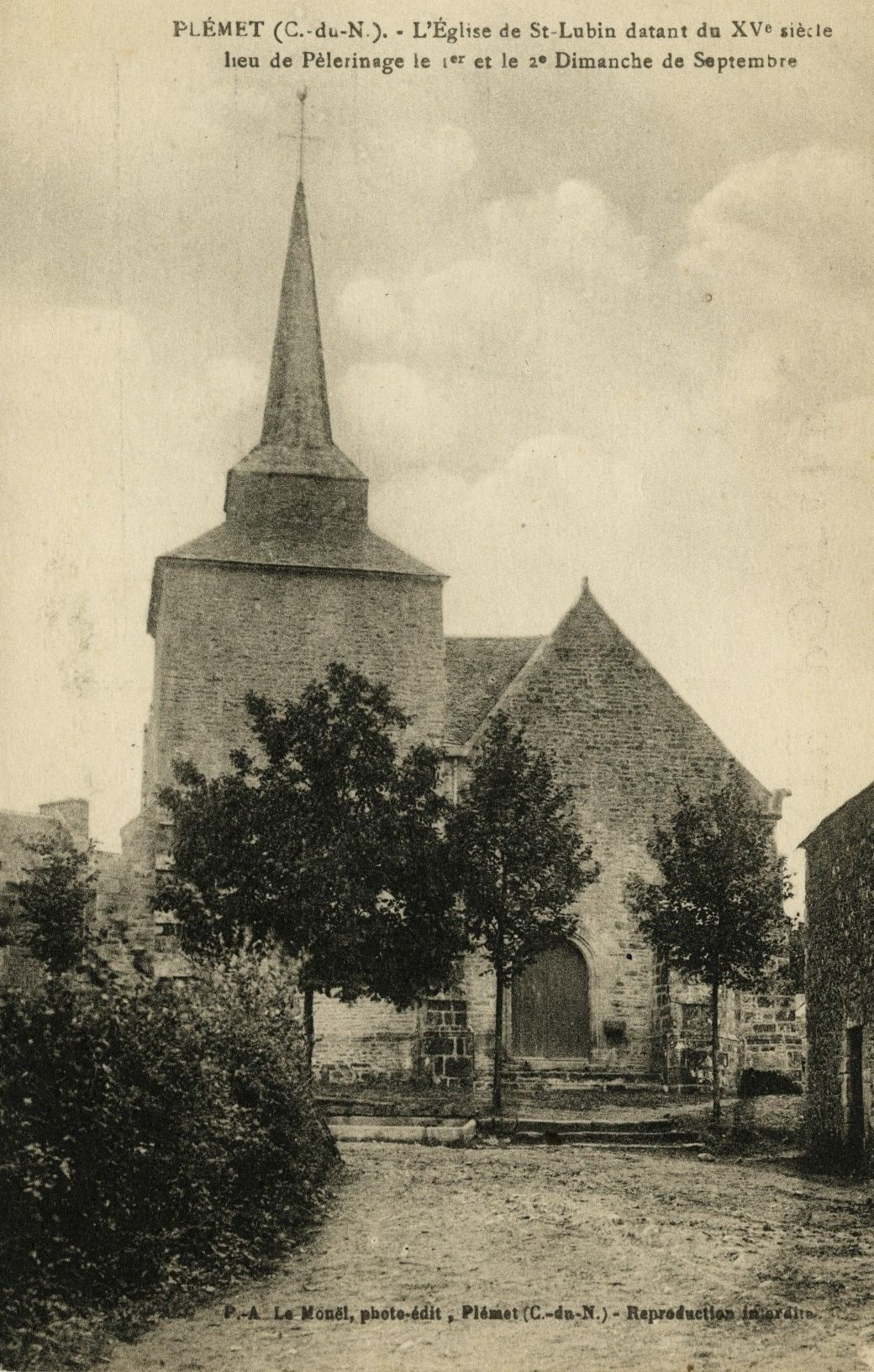
Chapelle de Saint-Lubin vers 1920 (carte postale).
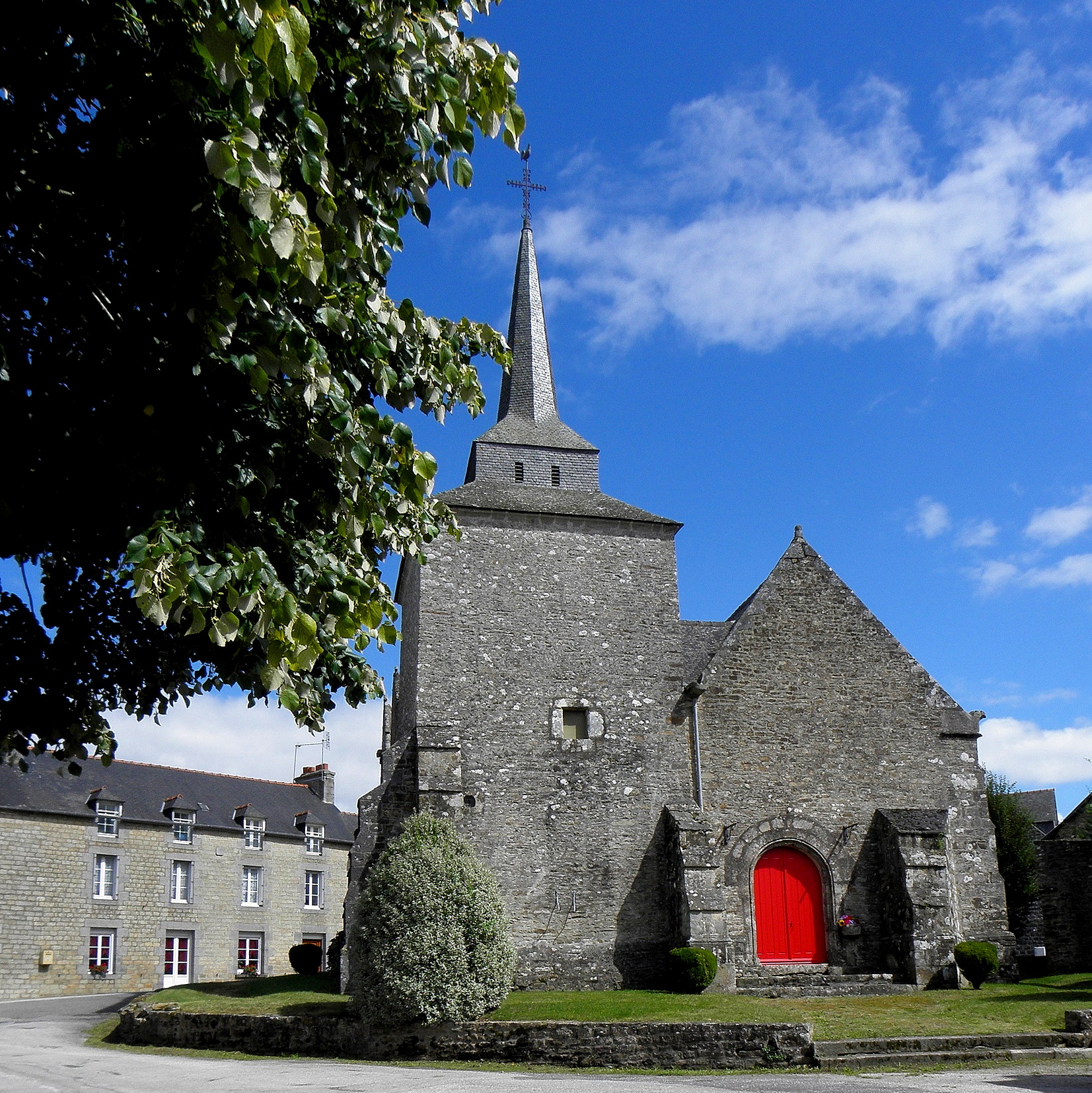
Chapelle de Saint-Lubin : vue extérieure d'ensemble.
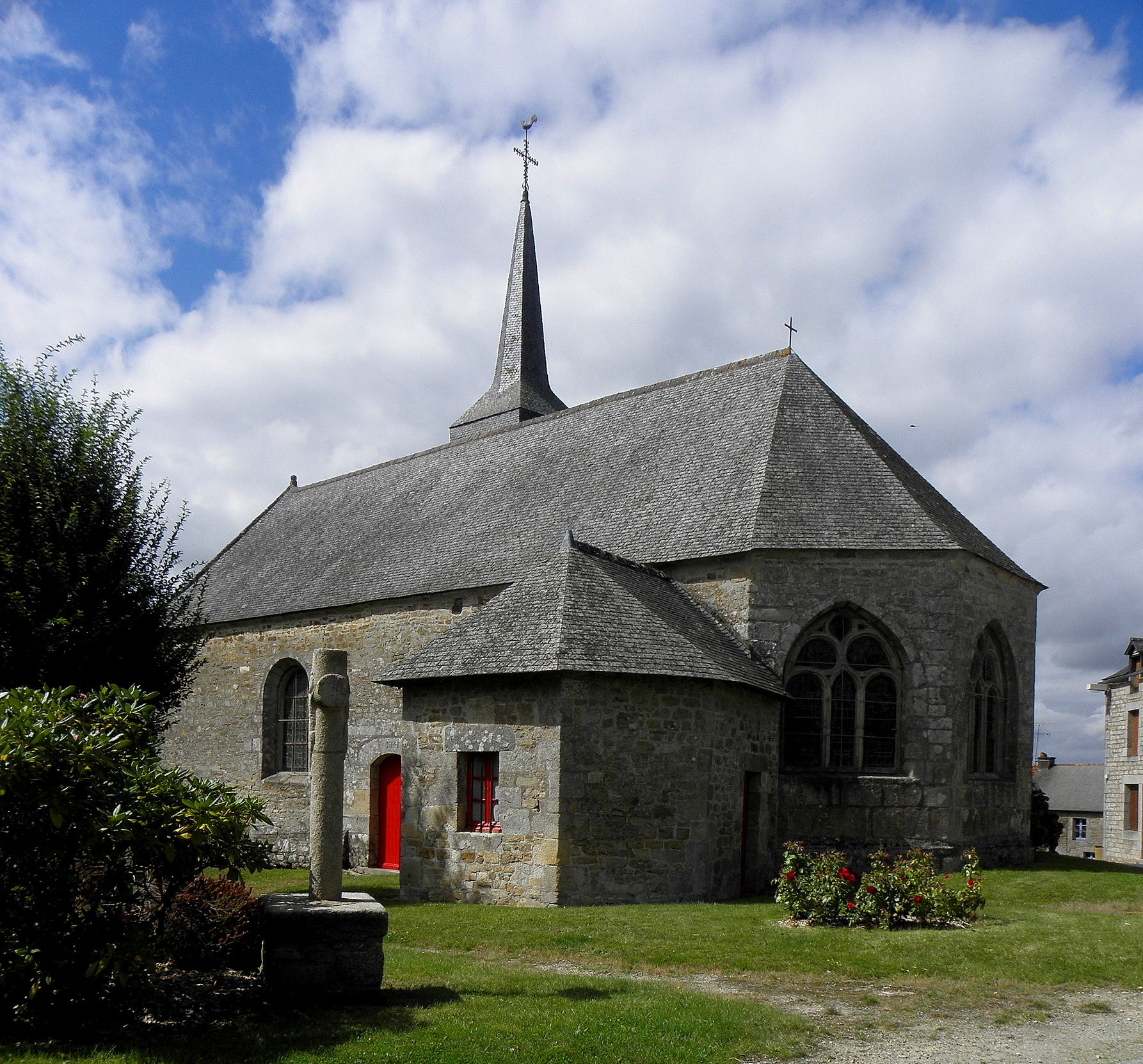
Chapelle de Saint-Lubin : chevet et flanc.
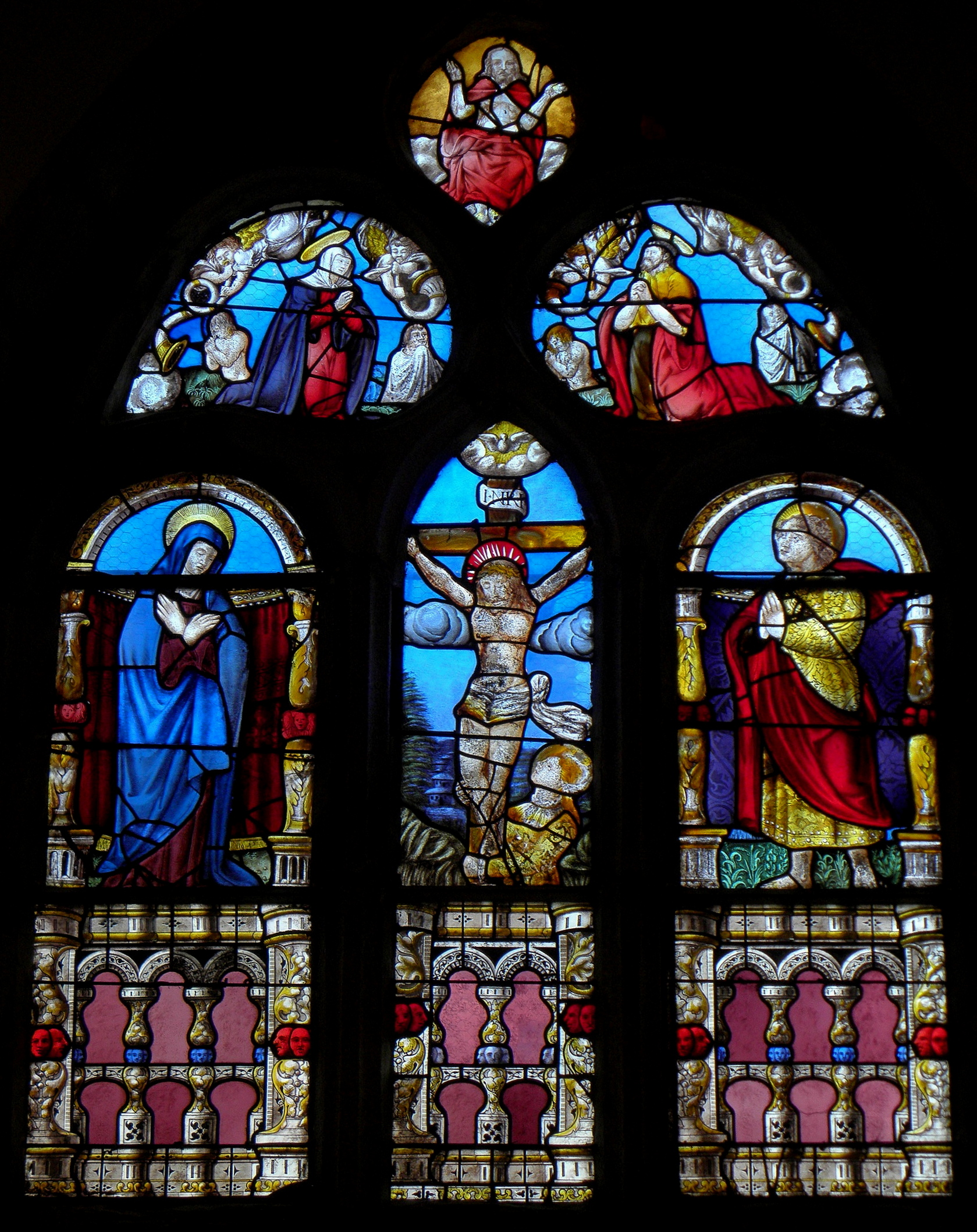
Chapelle de Saint-Lublin : la maîtresse-vitre.
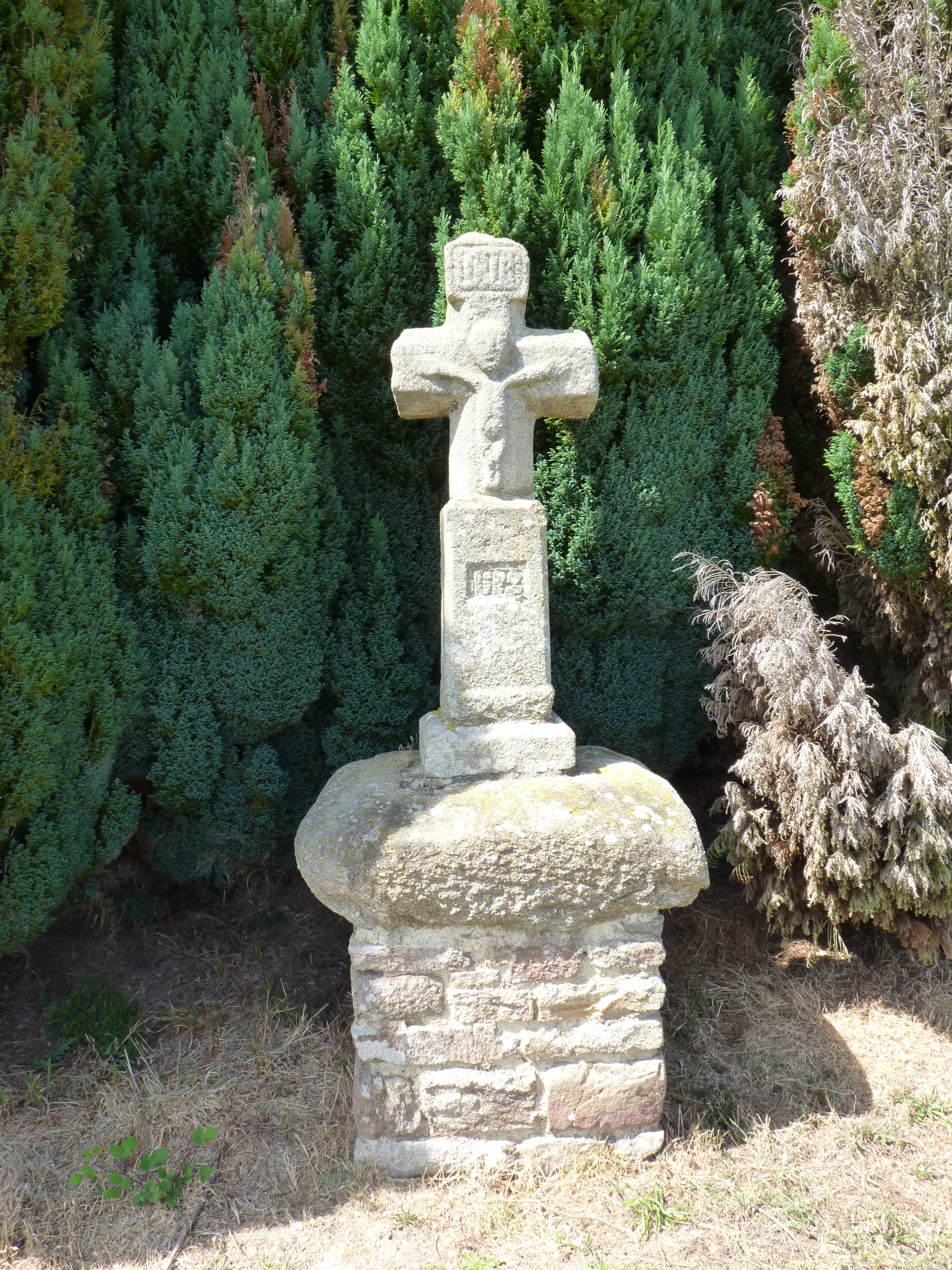
Croix de chemin à la Fourchette.
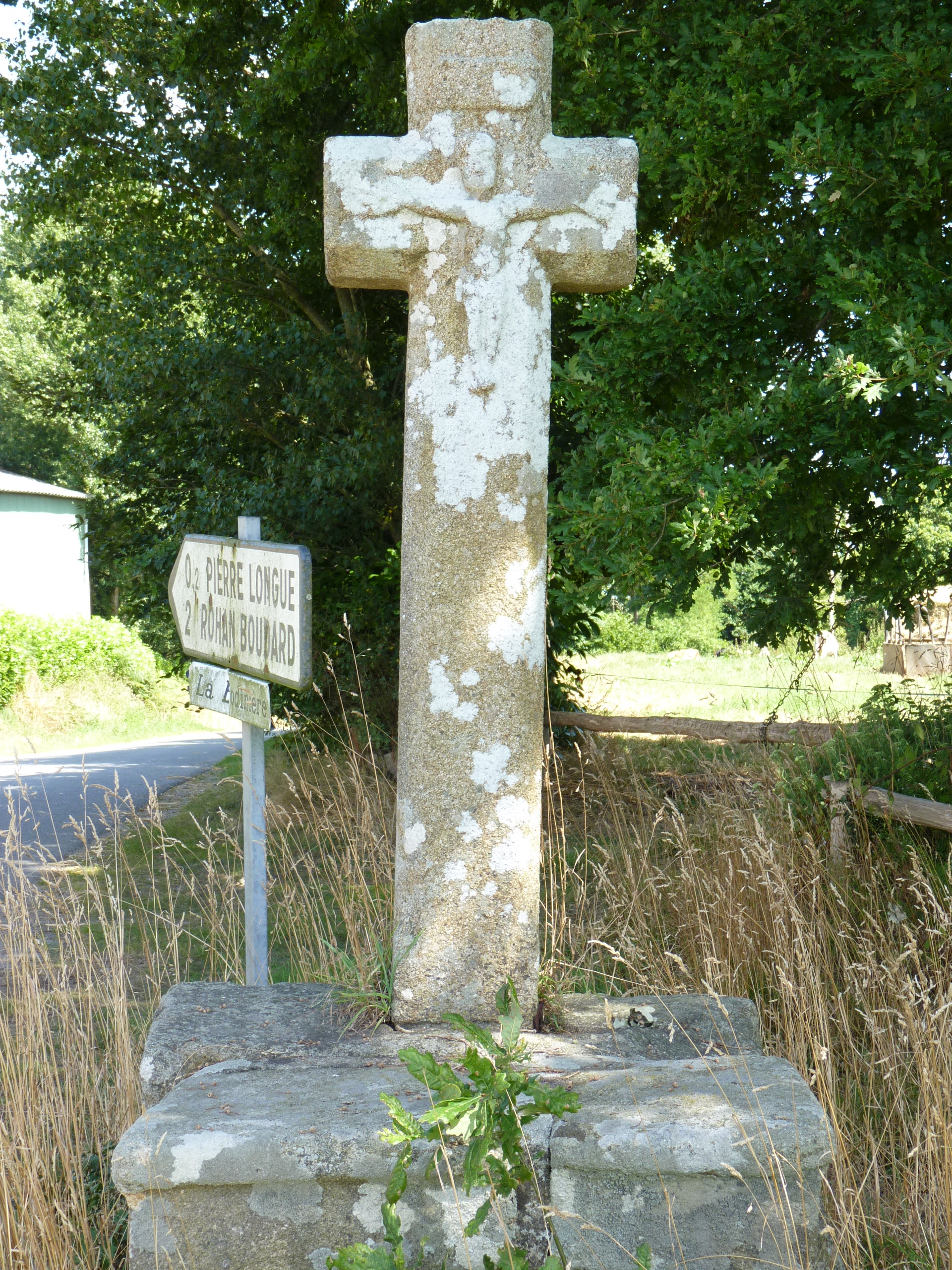
Croix de chemin de La Pierre Longue.
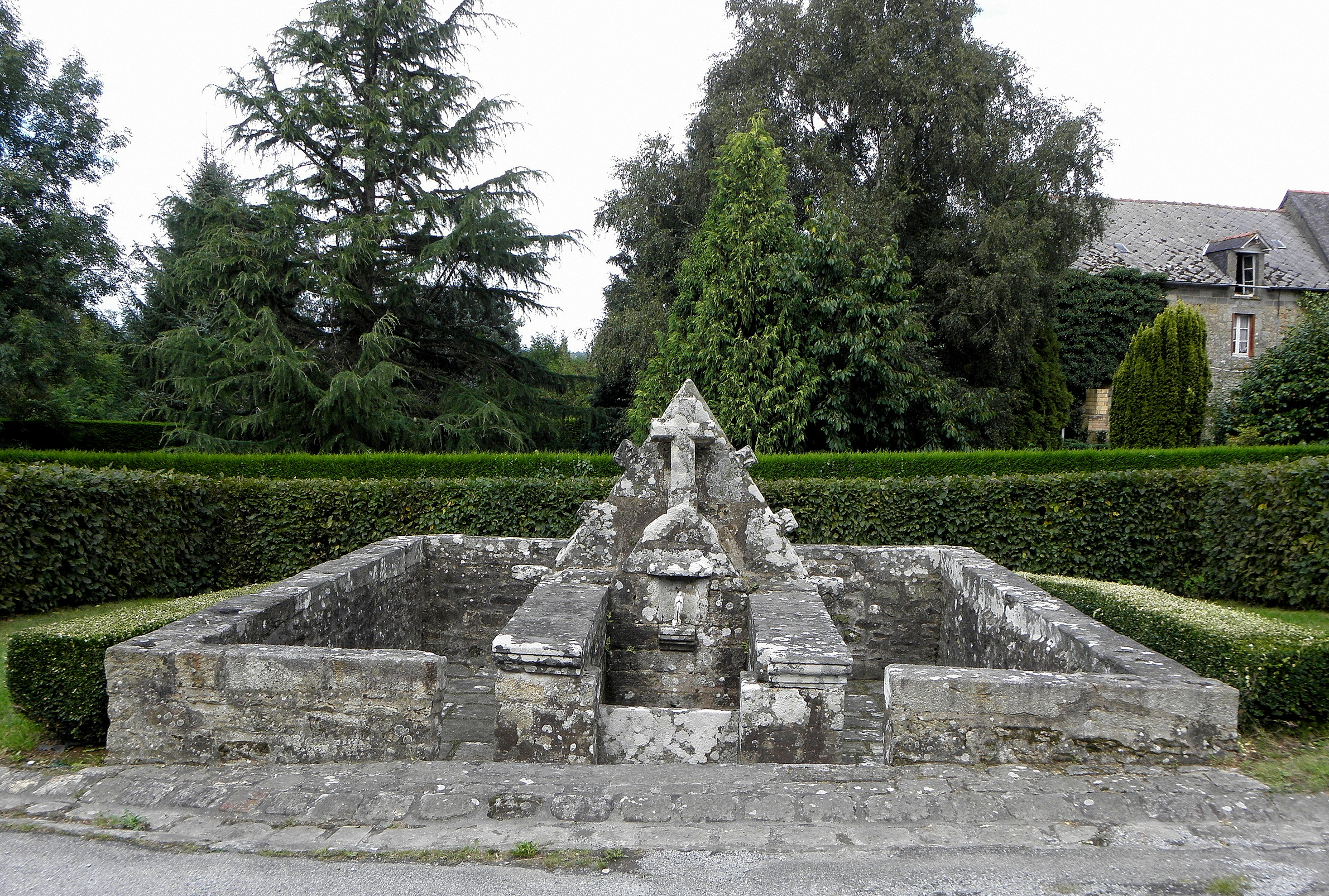
Chapelle de Saint-Lubin : fontaine de dévotion.

Plémet possède aussi un important patrimoine bâti inventorié.
- l’église Saint-Pierre-et-Saint-Paul, construite de 1894 à 1896 par Ernest Le Guerranic. À l'intérieur, se trouve un reliquaire de Saint-Pierre ou l'Ange en bois, qui fut la première œuvre réalisée à Plémet par Roland Guillaumel et, que l'on promenait lors des processions ;
- les forges Saint-Éloi fondées en 1675 et le Moulin Choiseul ;
- les châteaux : 
  - le château aux Landelles ;
  - le château de Bodiffé (Bodiffet) ;
  - le château de Launay Guen ;
  - le château du Vau blanc ;

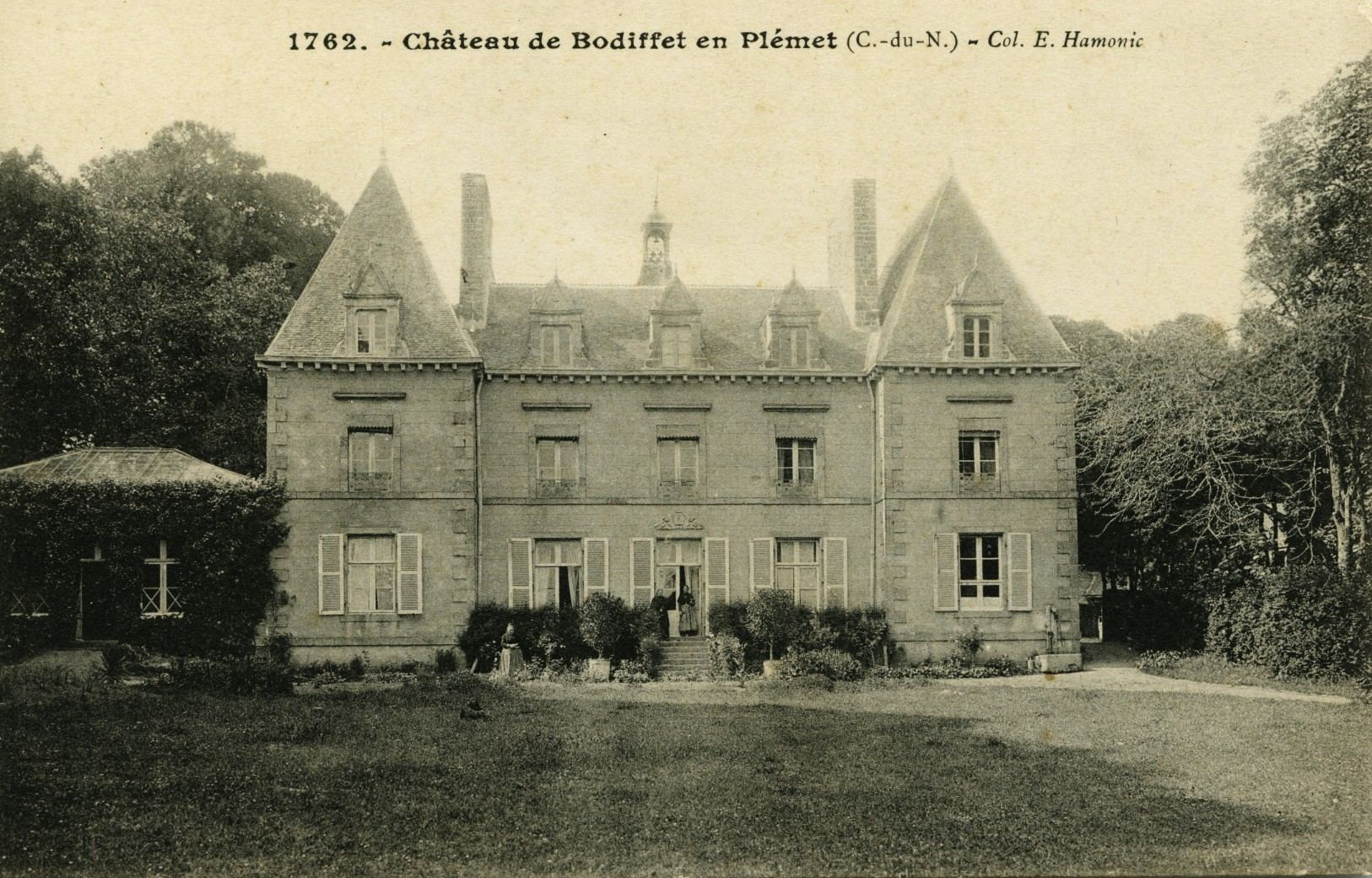
Le château de Bodiffet (carte postale Émile Hamonic, début XXe siècle).
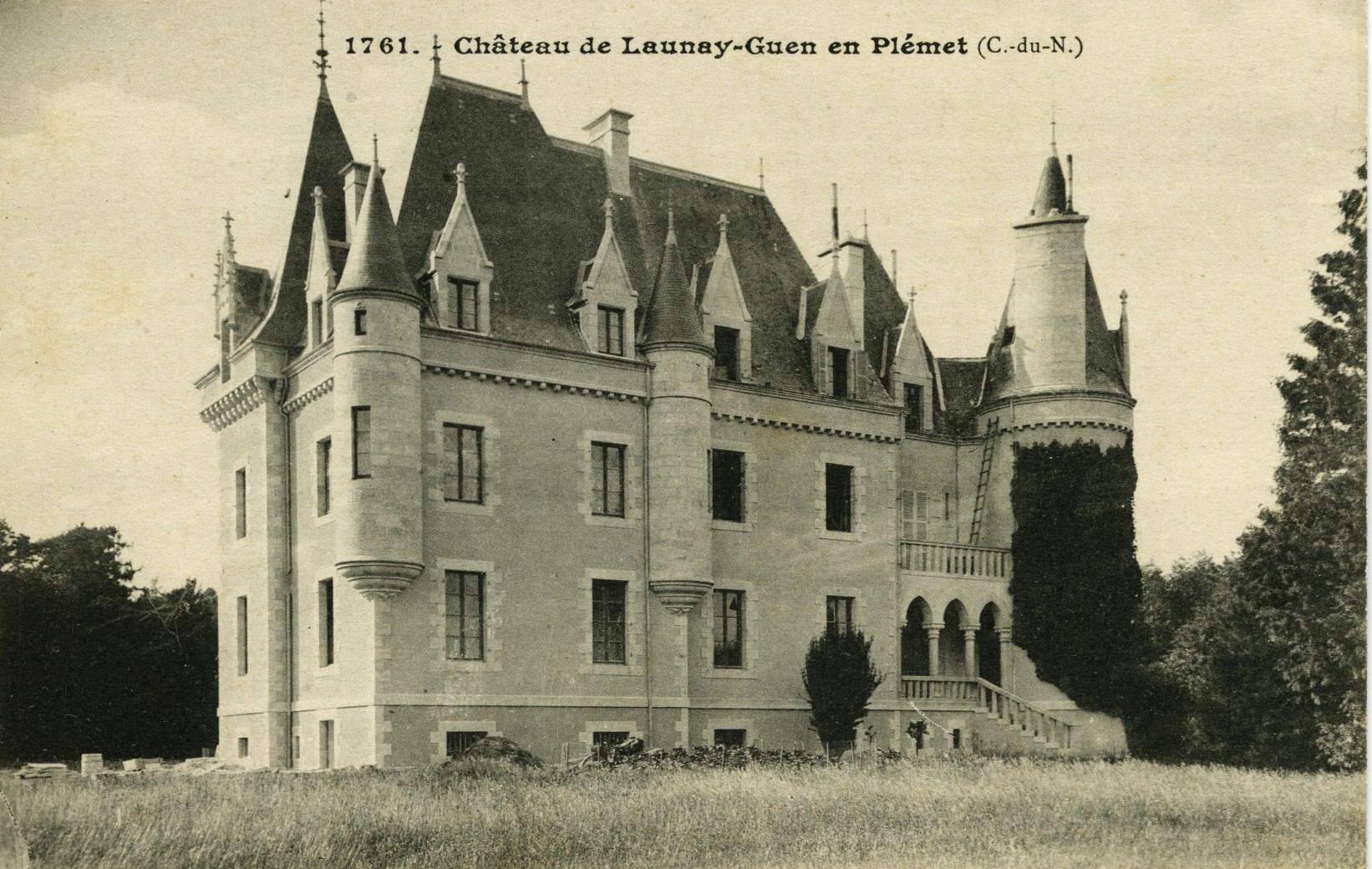
Le château de Launay Guen (carte postale, début XXe siècle).

- des maisons et fermes ont également été inventoriés ;
- les sanatoriums de Bodiffé et de Bel-Air construits au début des années 1930. C’est aujourd’hui un centre de rééducation fonctionnelle ;
- l'ancienne gare de Plémet a été transformée en gîte d'étape ;

Outre ces monuments, Plémet comporte :
- deux écoles primaires ;
- deux collèges ;
- une médiathèque ;
- deux stades de sports ;
- trois étangs ;
- un camping et divers commerces.

### Musée Artcolle
Le musée Artcolle consacré à l'art du collage et de l'assemblage qui est l'un des rares musées au monde à présenter une collection entièrement consacrée à ce courant artistique : « L'art qui met la peinture au défi » selon Louis Aragon. Le musée, qui se situe dans l'ancienne mairie de la ville, présente des œuvres de Jiří Kolář, Jacques Villeglé.

### Personnalités liées à la commune
- Marsel Klerg (1912-1984),  prêtre catholique et écrivain de langue bretonne[32] (nom de plume Klerg Llydaw), né à Plémet.
- Roland Guillaumel (1926-2014), sculpteur, Grand prix de Rome 1950, né à Plémet.
- Germaine Jouan (d) (1908-1991), membre des Seiz Breur, décédée à Plémet.

### Héraldique et logo
La commune nouvelle, qui ne possède pas de blason, a adopté un nouveau logo en mai 2018. Selon le maire, le « logo puise sa source dans les forces et le dynamisme [du] nouveau territoire, né de la fusion de Plémet avec La Ferrière. Cette énergie, portée par les habitants de la commune, est le point de départ de cette création. À partir du P de Plémet, c'est tout un territoire qui s'exprime ». Un point central bleu et vert, cercle bicolore, évoque le rassemblement et le bel équilibre, entre richesses naturelles, patrimoine et ambition collective partagée. La partie verticale du P rappelle le lit du Lié et ses sinuosités, et donne les dimensions d'une arabesque à l'ensemble. Elle se transforme en outre en accent aigu du É de Plémet. « Des lignes en noir et blanc traduisent [la] situation géographique au cœur de la Bretagne. Il suggère le rayonnement de Plémet, au-delà de ses frontières, et arme sa volonté d'ouverture au monde ».